# 한보람
한보람(1984년 2월 14일~ )은 대한민국의 배우이다. 일본에서 잠시 리포터를 한 적도 있다.

## 주요 출연작

### 드라마
- 1996년 KBS 주말연속극 《첫사랑》 ... 어린 신자 역 (이혜영 아역)
- 2002년 MBC 미니시리즈 《네 멋대로 해라》 ... 연정 역
- 2003년 KBS TV소설 《분이》 ... 강수경 역

### 영화
- 1993년 《소년 황비홍》
- 2002년 《울랄라 씨스터즈》 - 유방희 역
- 2002년 《라이터를 켜라》 - 떠벌남 여자 친구 역

### 뮤지컬
- 2002년, 2004년 《사랑은 비를 타고》 : 유미리 역
- 2011년 《상계동 덕분이》 : 선희 역
- 2012년 《Single Party》

### 앨범
- 1998년 써클 1집 - 졸업
- 2000년 써클 2집 - 매직 아이즈
- 2002년 모두 착해져랏! - 〈이별의 그늘〉